# Alfred zu Solms-Sonnenwalde
 Alfred Wilhelm Ludwig Graf zu Solms-Sonnenwalde(-Alt-Pouch) (* 5. Mai 1810 in Kotitz, heute zu Weißenberg, Oberlausitz; † 31. Januar 1870 in Berlin) war ein preußischer Standesherr und Politiker.

## Familie
Alfred zu Solms-Sonnenwalde entstammte einer in Brandenburg begüterten Nebenlinie der hessischen Uradelsfamilie Solms mit Stammsitz in Sonnewalde und weiteren Gütern in Hillmersdorf, Proßmarke und Pouch. Der Besitz der Standesherrschaft Sonnewalde gewährte eine Virilstimme auf der Herrenbank der Provinziallandtage der Kurmark Brandenburg und der Niederlausitz sowie einen erblichen Sitz im Preußischen Herrenhaus.
Alfred war Sohn des Wilhelm zu Solms-Sonnenwalde (1787–1859) und Clementine Constantia Gräfin von Breßler (1790–1872). Er heiratete Gräfin Amalie von Schwerin-Wolfshagen (1820–1900), mit der er eine im Kindesalter verstorbene Tochter hatte. Seine Schwiegereltern waren Rosalie Ulrike Gräfin von Dönhoff-Dönhoffstädt (1789–1865) und der Reichsgraf Herrmann von Schwerin, welcher für das Paar Gut Lemmersdorf in der Uckermark 1840 erwarb.
Erbe wurde sein jüngerer Bruder Theodor.

## Leben
Alfred zu Solms-Sonnenwalde war seit 1859 Standesherr der Standesherrschaft Sonnenwalde und Gutsbesitzer auf Hillberdsorf, Proßmarke und Pouch. Er übernahm auch den erblichen Sitz der Familie auf der Herrenbank in den Provinziallandtagen der Kurmark Brandenburg und der Niederlausitz sowie 1861 im Preußischen Herrenhaus, denen er bis zu seinem Tode angehörte.